# José Juan García
José Juan García Manríquez (Zamora, México; 26 de febrero de 1996) es un futbolista mexicano. Juega de defensa central y su equipo actual es el FC Juárez de la Primera División de México.

## Trayectoria
Con paso por las inferiores del Club Deportivo Guadalajara y el Yurécuaro, García comenzó su carrera en el Atlético Reynosa de la Liga Premier, y para el Apertura 2019 del Ascenso MX fichó en el Correcaminos UAT.
Dio el salto a la Primera División en 2020 en el Atlante, y en junio de 2021 firmó en el FC Juárez.
En diciembre de 2022, fue cedido al Atlético San Luis. Regresó a Juárez en junio de 2023.

## Estadísticas
Actualizado al último partido disputado el 2 de noviembre de 2024.
| Club                       | Div.          | Temporada     | Liga  | Liga  | Copas nacionales | Copas nacionales | Copas internacionales | Copas internacionales | Total | Total |
| Club                       | Div.          | Temporada     | Part. | Goles | Part.            | Goles            | Part.                 | Goles                 | Part. | Goles |
| -------------------------- | ------------- | ------------- | ----- | ----- | ---------------- | ---------------- | --------------------- | --------------------- | ----- | ----- |
| Correcaminos UAT · México  | 2.ª           | 2019-20       | 15    | 2     | 2                | 0                | —                     | —                     | 17    | 2     |
| Correcaminos UAT · México  | Total club    | Total club    | 15    | 2     | 2                | 0                | 0                     | 0                     | 17    | 2     |
| Atlante · México           | 1.ª           | 2020-21       | 40    | 3     | —                | —                | —                     | —                     | 40    | 3     |
| Atlante · México           | Total club    | Total club    | 40    | 3     | 0                | 0                | 0                     | 0                     | 40    | 3     |
| Juárez · México            | 1.ª           | 2021-22       | 22    | 0     | —                | —                | —                     | —                     | 22    | 0     |
| Juárez · México            | 1.ª           | 2023-24       | 21    | 1     | —                | —                | 3                     | 0                     | 24    | 1     |
| Juárez · México            | 1.ª           | 2024-25       | 8     | 2     | —                | —                | —                     | —                     | 8     | 2     |
| Juárez · México            | Total club    | Total club    | 51    | 3     | 0                | 0                | 3                     | 0                     | 54    | 3     |
| Atlético San Luis · México | 1.ª           | 2022-23       | 15    | 1     | —                | —                | 3                     | 0                     | 18    | 1     |
| Atlético San Luis · México | Total club    | Total club    | 15    | 1     | 0                | 0                | 3                     | 0                     | 18    | 1     |
| Total carrera              | Total carrera | Total carrera | 121   | 9     | 2                | 0                | 6                     | 0                     | 129   | 9     |